# Избирательный округ (Канада)
Избира́тельный о́круг (англ. electoral district, фр. circonscription électorale) — это географическая область, население которой включено в один список избирателей и которая является основой канадской парламентской демократии. В народе округ иногда называют графством; это происходит оттого, что исторически округа соответствовали географическим границам графств. (По-английски округ официально обозначается electoral district, хотя чаще встречается слово riding или constituency; по-французски — circonscription électorale (официально) или неофициально comté).
Избирательные округа являются сегодня исключительно одномандатными: каждый федеральный округ представлен в Палате общин Канады одним депутатом; провинциальные или территориальные округа также представлены одним депутатом в провинциальном законодательном собрании. Тем не менее, в прошлом некоторые избирательные округа были многомандатными как на федеральном, так и на провинциальном уровнях. Когда-то число депутатов, представлявших некоторые округа в Альберте, даже достигало семи одновременно.
По состоянию на 28 июня 2004 в Канаде имеется 308 федеральных округов. С 1999 Онтарио использует федеральные округа и для провинциальных выборов; до этого провинциальные округа не соответствовали федеральным. Все остальные провинции используют на провинциальном и федеральном уровнях различные округа.
Для ознакомления со списком современных федеральных округов и их депутатов, см. 39-я легислатура Канады.

## Правила наименования
Названия федеральных округов обычно являются географическими и выбираются для представления сообщества или области в рамках границах округа. Когда обозначение округа включает более одного географического названия, они разделяются тире (—). Например, Торонто — Дэнфорт и Анкастер — Дандас — Флэмборо — Уэстдейл. Там, где используемое географическое название содержит дефис (-), он не заменяется на тире (напр.: Сен-Иасент — Баго, а не Сен — Иасент — Баго; Сен-Ламбер, а не Сен — Ламбер).
Некоторые федеральные округа Квебека и ряд провинциальных округов этой провинции носят имена исторических личностей, а не географические названия (напр.: Луи-Эбер, Луи-Сен-Лоран, Жан-Лесаж). Во всех других провинциях и территориях этот обычай больше не используется.
Когда название федерального округа содержит обозначение направления (напр.: Север Виннипега) или топонима общеканадского значения, которое определено федеральным правительством (напр.: река Черчилл в Денете — Миссиниппи — Река Черчилл), существуют два варианта — французский и английский,— а на русский язык название переводится (в этом примере, английское Winnipeg North и Desnethé—Missinippi—Churchill River, французское Winnipeg-Nord и Desnethé—Missinippi—Rivière Churchill). Но названия муниципалитетов, чаще всего, общие для обоих официальных языков, напр. Норт-Ванкувер (North Vancouver) и Квебек (Québec), и не переводятся на русский язык, а транскрибируются.

## Переопределение границ федеральных округов
Для отражения изменений в численности населения границы округов уточняются после каждой десятилетней переписи. Название округа напрямую зависит от значения переопределения границ и может также быть изменено. Любое исправление окружных границ официально вступает в силу в момент принятия закона об изменениях, но сами изменения в действительности не происходят до следующих всеобщих выборов. Таким образом, округ может перестать существовать официально, но по-прежнему оставаться представленным в Палате общин до назначения новых выборов. Это даёт новым округам время на образование и предотвращает неясность, которая может быть вызвана в течение легислатуры при изменении названия округа, уже представленного избранным депутатом.
Иногда название округа может быть изменено без переопределения границ. Обычно это происходит, когда признаётся, что существующее название недостаточно точно обозначает географические границы округа. Это единственное обстоятельство, при котором название округа действующего депутата может измениться в период между двумя выборами.
Современный способ исправления избирательных округов был принят в 1985. Он исходит из числа мест в Палате общин в то время, то есть из 282 мест. Для каждой территории автоматически оставляется одно место, и их остаётся 279. Затем совокупное население канадских провинций делится на 279, что даёт в итоге так называемое «избирательное частное»; далее население каждой провинции делится на это избирательное частное для определения количества мест, на которое каждая провинция имеет право.
В конце применяются несколько особых правил. На основании «сенатского условия» число мест от одной провинции в Палате общин никогда не может быть менее числа сенаторов, которое зависит от конституционного обязательства, не принимающего во внимание численность населения провинции. Также, на основании «условия приобретённых прав» число мест одной провинции никогда не может быть ниже уровня, который она имела во время 33-й легислатуры Канады.
Каждой провинции могут быть предоставлены дополнительные места для обеспечения соответствия этим правилам. Например, в 2004 Остров Принца Эдуарда имел бы право всего лишь на одно место, но по причине сенатского условия провинция получает три дополнительных места, чтобы сравнять это число с числом сенаторов. Квебек имел право лишь на 68 мест лишь по избирательному частному, но по условию приобретённых прав эта провинция имеет на семь мест больше для приравнивания к 75 местам, которыми она располагала в течение 33-й легислатуры. Саскачеван и Манитоба также имеют право на дополнительные места на основании условия приобретённых прав, Нью-Брансуик получает места по сенатскому условию, а Новая Шотландия и Ньюфаундленд и Лабрадор воспользовались обоими условиями.
Существует и третье покровительственное условие, на основании которого провинция не может потерять более 15 % мест по итогам одного исправления; тем не менее, применение этого правила не является до настоящего времени обязательным. Лишь три провинции (Альберта, Британская Колумбия и Онтарио) теоретически могли бы потерять 15 % своих мест без непременного подпадания под покровительство сенатского условия или приобретённых прав; к настоящему времени ни одна из этих провинций не сталкивалась с такими обстоятельствами.
Когда окончательное число мест провинции определено, независимая комиссия по определению границ федеральных округов в каждой провинции пересматривает существующие границы и предлагает исправления. Мнение общественности выражается на открытых заседаниях, что может привести к изменениям в окончательном предложении. Например, предложенные границы могут неверно отражать историческую, политическую или экономическую связи сообщества и окружающей области; поэтому сообщество может уведомить комиссию по определению границ, что оно желает быть включено в другой федеральный округ.
Например, во время переопределения границ 2003 комиссия в Онтарио предложила сначала предложила разделить город Большой Садбери на три округа. Городское ядро, включённое в округ Садбери, было относительно не затронуто, тогда как сообщества к западу от городского центра предполагалось объединить с Алгомой — Манитулином для образования нового округа Большой Садбери — Манитулин, а те, что к востоку и к северу от города, — с Тимискамингом для образования округа Тимискаминг — Большой Садбери. Из-за противодействия сообщества существующие округа Садбери и Никел-Белт были оставлены в окончательном отчёте лишь с несколькими мелкими исправлениями.
Составленный окончательный отчёт представляется в Парламент для одобрения, получаемого при голосовании за него, подобно принятию законопроекта.